# التاريخ الرقمي
التاريخ الرقمي؛ هو استخدام الوسائط الرقمية لمواصلة التحليل التاريخي، والعرض، والبحث. ويعد فرع من العلوم الإنسانية وامتداد للتاريخ الكمي والتاريخ الاقتصادي وتاريخ الحوسبة. يعد التاريخ الرقمي عادة التاريخ الرقمي العام المعين أساسيا بإشراك الجماهير عبر الانترنت بالمحتوى التاريخي، أو أساليب البحث الرقمية التي تزيد من البحث الأكاديمي. تشمل مخارج البحث الرقمي: الأرشيفات الرقمية والعروض الرقمية والتصورات البيانية والخرائط التفاعلية والجداول الزمنية والملفات الصوتية والعوالم الافتراضية لإتاحة التاريخ للمستخدم. تركز أحدث مشاريع التاريخ الرقمي على الإبداع والتعاون والإبداع التقني والتعدين النصي ولغويات المتون وتحليل الشبكة والنمذجة 3D وتحليل البيانات الكبيرة. من خلال الاستفادة من هذه الموارد، يمكن للمستخدم تطوير تحليلات جديدة بسرعة يمكنها الارتباط بالتاريخ الحالي وتوسيعه وإحيائه.

## التاريخ
كان التاريخ الرقمي متجذرا في أعمال تاريخ العلوم الاجتماعية السابقة، لا سيما حول تاريخ العبودية في الولايات المتحدة، وركز التاريخ الرقمي المبكر في الستينيات والسبعينيات من القرن الماضي على استخدام أجهزة الكمبيوتر لإجراء تحليلات كمية، أساسيا لبيانات التاريخ الديموغرافي والاجتماعي - التعدادات ونتائج الانتخابات وأدلة المدينة وغيرها من البيانات المجدولة أو القابلة للعد. - بهدف إنتاج نتائج بحثية يمكن الدفاع عنها. ويمكن برمجة أجهزة الكمبيوتر المبكرة هذه لإجراء تحليلات إحصائية لهذه السجلات، أو إنشاء إحصاءات أو البحث عن الاتجاهات عبر السجلات. كان هذا البحث في الديموغرافيا التاريخية متجذرًا في صعود التاريخ الاجتماعي كمجال اهتمام تاريخي. سعي المؤرخون المشاركون في هذا العمل الى تحديد المجتمعات السابقة، والتوصل إلى استنتاجات جديدة حول المجتمعات والسكان. وأثبتت الكمبيوترات قابليتها كأدوات لهذا النوع من العمل. بحلول أواخر السبعينيات حول المؤرخين الصغار الى الدراسات الثقافية، مع ذلك استمر تدفق الدراسات الكمية للعلماء الراسخين. منذ ذلك الحين، تم استخدام التاريخ الكمي والتاريخ الاقتصادي بشكل أساسي من قبل الاقتصاديين وعلماء السياسة ذوي التفكير التاريخي. وفي أواخر الثمانينيات، أسس محددي الكم جمعية التاريخ والحوسبة. قدمت هذه الحركة بعضا من الزخم لظهور التاريخ الرقمي في التسعينيات.
كانت الجذورالأحدث للتاريخ الرقمي في البرامج بدلا من شبكات الانترنت. وفي عام 1982، شرعت مكتبة كونغرس مشروعها التجريبي للأقراص الضوئية الذي وضع النصوص والصور من مجموعتها على الأقراص الليزرية والأقراص المدمجة. بدأت المكتبة بتوفير معارض على الانترنت في عام 1992 عندما أطلقت صورا مختارة للحرب الأهلية. في عام 1993، انتج روي روزنزويج، جنبًا إلى جنب مع ستيف برير وجوش براون، أقراصهم المدمجة الحائزة على جوائز من بنى أمريكا ؟ من معرض الذكرى المئوية لعام 1876 إلى الحرب العظمى لعام 1914، المصمم لشركة Apple، Inc. الذي دمج الصور والنصوص ومقاطع الأفلام والصوت، المعروضة في واجهة مرئية تدعم سرد النص. 
من بين أقدم مشاريع التاريخ الرقمي عبر الإنترنت مشروع التراث بجامعة كانساس ومؤرخ العصور الوسطى الدكتور لين نيلسون لمؤشر التاريخ العالمي وكتالوج التاريخ المركزي. وآخر كان وادي الظل، الذي صممه في عام 1991 أستاذ العلوم الإنسانية الحالي بجامعة ريتشموند والرئيس الفخري، إدوارد ل. آيرز، الذي كان آنذاك في جامعة فيرجينيا، معهد التكنولوجيا المتقدمة في العلوم الإنسانية (IATH) بجامعة فيرجينيا اعتمدت مشروع الوادي وشاركت مع شركة IBM لجمع ونسخ المصادر التاريخية في الملفات الرقمية. جمع المشروع بيانات تتعلق بمقاطعة أوغوستا في فيرجينيا ومقاطعة فرانكلين في ولاية بنسلفانيا خلال الحرب المدنية الأمريكية. في عام 1996، انضم ويليام جي توماس الثالث إلى آيرز في مشروع الوادي. وأنتجا معًا مقالًا على الإنترنت بعنوان "الاختلافات في العبودية: تحليل وثيق لمجتمعين أمريكيين"، والذي ظهر أيضًا في The American Historical Review في عام 2003. كما رافق قرص مدمج مشروع الوادي الذي نشرته شركة W. W. Norton and Company في عام 2000.
أسس روزنزويغ، الذي توفي في 11 أكتوبر 2007، مركز التاريخ والإعلام الجديد (CHNM) في جامعة جورج ميسون في عام 1994. وتفتخر اليوم ال CHNM بالعديد من الأدوات الرقمية المتاحة للمؤرخين، مثل Zotero أو Omeka أو Tropy. في عام 1997، استخدم آيرز وتوماس مصطلح "التاريخ الرقمي" عندما اقترحا وأسسا مركز فرجينيا للتاريخ الرقمي (VCDH) في جامعة فيرجينيا، وهو أقدم مركز مخصص حصريًا للتاريخ. تشمل العديد من المؤسسات الأخرى التي تروج للتاريخ الرقمي مركز الفنون الإنسانية، والآداب، والعلوم الاجتماعية عبر الإنترنت (MATRIX) في جامعة ولاية ميشيغان، ومعهد ماريلاند للتكنولوجيا في العلوم الإنسانية، ومركز البحوث الرقمية في العلوم الإنسانية في جامعة نبراسكا. في عام 2004، أطلقت جامعة إيموري Southern Spaces، وهي "مجلة إنترنت خاضعة لاستعراض الأقران ومنتدى علمي" لدراسة تاريخ الجنوب.

## التطبيقات
يوجد العديد من الفوائد المحتملة لاستخدام التاريخ الرقمي عند دمجها مع الأساليب التاريخية التقليدية. وتشمل بعض هذه التطبيقات على ما يلي:
- الجمع بين الأساليب التاريخية التقليدية وأساليب البحث الجديدة لأجل التوصل إلى استنتاجات جديدة.
- استخدام أدوات مختلفة لاستخراج وتحليل كميات أكبر من البيانات التي لا يمكن إدارتها بخلاف ذلك.
- إنشاء نماذج وخرائط من البيانات المستخرجة لإنشاء تصوير للبيانات.
- يمكن وضع البيانات المستخرجة والتي تم تحليلها جنبا بجنب مع علم التاريخ الحالي لزيادة المعرفة التاريخية المجمعة.

من خلال إضافة طرق بحث جديدة الى الطرق التاريخية الحالية, يمكن للمؤرخين الاستفادة كثيرًا من القدرة على العمل مع بيانات ضخمة وتطوير تفسيرات جديدة من هذا.

## مشاريع بارزة

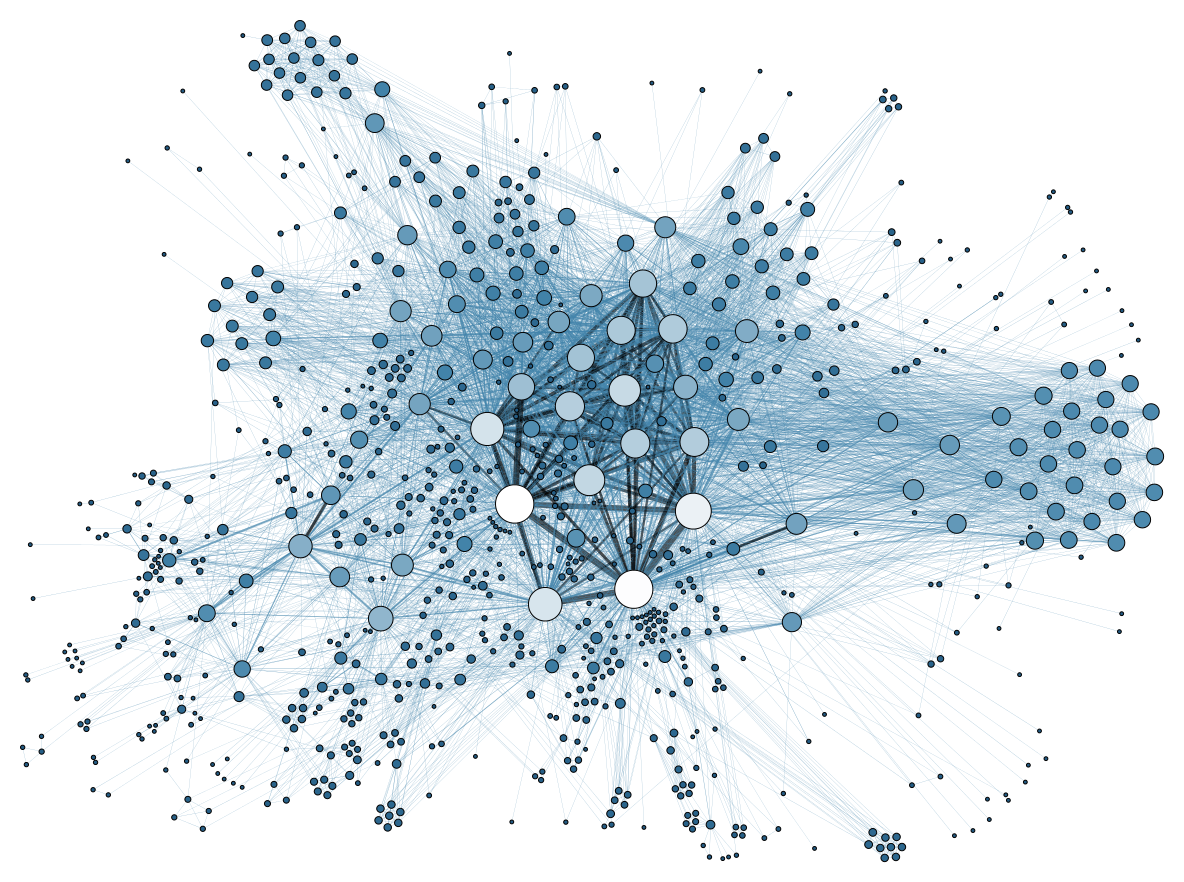
مثال على البحوث التاريخية باستخدام الوسائل الرقمية: تصور الشبكة لأرشيفات اللجنة الدولية للتعاون الفكري الذي يبين آلاف الوثائق المتبادلة بين خبراء عصبة الأمم خلال فترة ما بين الحربين العالميتين.

تعني الطبيعة التعاونية لمعظم مساعي التاريخ الرقمي أن الانضباط قد تطور بشكل أساسي في المؤسسات التي لديها الموارد لرعاية أبحاث المحتوى والابتكار التقني. كان اثنان من المراكز الأولى، مركز التاريخ والإعلام الجديد بجامعة جورج ميسون ومركز فيرجينيا للتاريخ الرقمي في جامعة فيرجينيا، من بين الرواد في تطوير مشاريع التاريخ الرقمي وتعليم المؤرخين الرقميين.
من بعض المشاريع البارزة الناشئة عن هذه المراكز الرائدة هي جغرافيا العبودية، ومشروع تكساس للعبودية، والريف الذي تحول في VCDH والحرية، والمساواة، والأخوة: استكشاف الثورة الفرنسية والمتحف المفقود في CHNM. في كل مشروع من هذه المشاريع يتم الجمع بين الأرشيفات الوسيطة التي تحتوي على أنواع متعددة من المصادر والأدوات الرقمية لتحليل وإلقاء الضوء على مسألة تاريخية متفاوتة؛ هذا التكامل للمحتوى والأدوات مع التحليل هو أحد السمات المميزة للتاريخ الرقمي – تتجاوز المشاريع ما بعد الأرشيفات أو المجموعات وإلى التحليل العلمي واستخدام الأدوات الرقمية لتطوير هذا التحليل. تعد الاختلافات بين الطرق التي تدمج بها المشاريع هذا التكامل مقياسا لتطوير المجال وتشير إلى المناقشات الجارية حول ما امكانية التاريخ الرقمي وما ينبغي ان يكون.
في حين أن العديد من المشاريع في VCDH و CHNM ومراكز الجامعات الأخرى كانت موجهة نحو الأكاديميين والتعليم ما بعد الثانوي، جامعة فيكتوريا (كولومبيا البريطانية)، بالاشتراك مع جامعة شيربروك ومعهد أونتاريو للدراسات في التعليم بجامعة تورنتو أنشأت "الألغاز العظيمة غير المحلولة في التاريخ الكندي" كسلسلة من المشاريع لجميع الأعمار. محملا بالمساعدات التعليمية، يطلب هذا الموقع من الأساتذة بتعريف الطلاب بأساليب البحث التاريخية لمساعدتهم في تطوير مهارات تحليل والحس بتعقيد تاريخهم الوطني. يتم تناول قضايا العرق، والدين، والجنس في وحدات مبنية بعناية تلم الحوادث في التاريخ الكندي من استكشاف الفايكنج خلال العشرينات. طور أيضا أحد الصانعون المشاركون الأصليين للمشروع، جون لوتز فيكتوريا الخاصة بفيكتوريا  مع جامعة فيكتوريا وكلية-جامعة مالاسبينا.
يعمل العديد من العلماء الأفراد الآخرين بالإضافة إلى آيرز وتوماس ولوتز وروزنزفايغ، بتقنيات التاريخ الرقمي وقدموا و/أو استمروا في تقديم مساهمات مهمة في هذا المجال. كانت مقالة روبرت دارنتون عام 2000، "مجتمع معلومات مبكر: الأخبار ووسائل الإعلام في باريس في القرن الثامن عشر" مزودة بموارد إلكترونية وهو نموذج مبكر للمناقشات حول التاريخ الرقمي ومستقبله في العلوم الإنسانية. كان مشروع فيليب ايثينجتون "لوس أنجلوس ومشكلة المعرفة التاريخية الحضرية" – عن استكشاف الوسائط المتعددة للتغييرات في الصورة المادية للوس انجلوس على مدار عدة عقود - من أحد المشاريع الرقمية الكبيرة التي تم مراجعتها من قبل the American Historical Review (AHR). قام باتريك مانينغ، أستاذ تاريخ العالم بجامعة بيتسبرغ، بتطوير مشروع CD-ROM بعنوان "الهجرة في تاريخ العالم الحديث، 1500-2000". في "مشروع ديموغرافيا الرقيق الأفريقي"، أنشأ مانينغ محاكاة ديموغرافية لتجارة الرقيق لإظهار بالضبط كيف انخفض في غرب ووسط أفريقيا بين عامي 1730 و 1850 وكذلك في شرق إفريقيا بين عامي 1820 و 1890 بسبب العبودية. شارك جان ريف، من جامعة كاليفورنيا، في تحرير النسخ المطبوعة والنسخ الإلكترونية من موسوعة شيكاغو. أسس اندريو تورقيت مشروع عبودية تكساس أثناء وجوده في VCDH ويواصل تطوير الموقع ويكمل درجة الدكتوراه - وهو على الأرجح نموذج للعلماء الرقميين الجدد الذين سيدمجون المكونات الرقمية في أجندات بحثية أكبر.
يعد مشروع The Quilt Index مشروعا بارزا آخر يستخدم الأدوات الرقمية للممارسة التاريخية فعندما أصبح العلماء مهتمين بشكل متزايد بتاريخ المرأة، أصبحت الألحفة ذات قيمة للدراسة. The Quilt Index هو قاعدة بيانات تعاونية عبر الإنترنت حيث يمكن لمالكي الquilt تحميل الصور والبيانات حول ال quilts الخاصة بهم. تم إنشاء هذا المشروع بسبب صعوبة جمع ال quils. فأولا، كان في حوزتهم مؤسسات وارشيفات متعددة وحتى مدنيين. ثانيا، فمن الممكن ان تكون هشة جدا أو ضخمة جدا للنقل المادي.
بالإضافة إلى أنه في مجال تاريخ المرأة، انقر! الثورة النسوية المستمرة. الذي يسلط الضوء على العمل الجماعي والإنجازات الفردية للمرأة من الأربعينات إلى الوقت الحاضر. بدأ مشروع تجريبي في المملكة المتحدة عام 2002 لإنشاء مكتبة رقمية للتاريخ البريطاني. وقد تطور هذا إلى مجموعة واسعة من أكثر من 1200 مجلد تجمع بين المصادر الأولية والثانوية من المكتبات والأرشيفات والمتاحف والأكاديميين. ومشروع مهم آخر هو Old Bailey Online، وهي مجموعة رقمية لجميع الإجراءات بين عامي 1674 و 1913. بالإضافة إلى السجلات الرقمية، يوفر موقع Old Bailey Online معلومات أساسية تاريخية وقانونية وأدلة بحثية وموارد تعليمية للطلاب.

## دروس التاريخ الرقمي
يعد التاريخ الرقمي الآن نوع مقرر شائع في مناهج الدراسات العليا والجامعية. على سبيل المثال، تعلم الطلاب في دورات التاريخ الرقمي في جامعة هيرتفوردشاير مهارات في رسم الخرائط الرقمية وبرمجة بايثون، مما يجعل الوصول إليها أكثر سهولة وأسهل لتحليل كميات كبيرة من بيانات المصدر. تضمن أحد المشاريع التي عمل عليها الفصل تحليل اتجاهات وأنماط وعلاقات البيانات المتعلقة بالطقس والجريمة والفقر. مما سمح للطلاب باستخدام مهاراتهم التاريخية التقليدية لتقييم أهمية النتائج التي توصلوا إليها. كان هناك مشروع آخر يستخدم الخرائط الرقمية لمقارنة الاختلافات بين مجموعات مختلفة من الطلاب الذين درسوا في أكسفورد مشتقة من التاريخ البريطاني عبر الإنترنت. وبالمثل، في Cal State East Bay، يلتقي طلاب تخصص التاريخ في مختبر الكمبيوتر في مبنى العلوم لمراجعة البرامج الجديدة والقديمة التي يمكن استخدامها لإنشاء التاريخ أو تقديمه.

## التكنولوجيا
تقوم أدوات التكنولوجيا الرقمية بترتيب الأفكار وترقية التحليل الفريد للبيانات، ومع عدم توفر العديد من الأدوات للمؤرخين في السابق لفتح طرق جديدة للتعاون، وتعدين النصوص، وتحليل البيانات الضخمة. بالإضافة الى ذلك، يوفر التاريخ الرقمي أدوات للعرض والوصول إلى المعرفة التاريخية عبر الانترنت.
قد يستخدم المؤرخون الرقميون أدوات تطوير الويب، مثل WYSIWYG HTML و Adobe Dreamweaver editor. وهناك أدوات أخرى تنشأ تاريخا رقميا أكثر تفاعلا، مثل قواعد البيانات التي توفر قدرة أكبر على تخزين المعلومات واسترجاعها بطريقة محددة. تقوم قواعد البيانات ذات الميزات مثل لغة الاستعلام المهيكلة (SQL) ولغة الترميز القابلة للتوسيع (XML) بترتيب المواد بطريقة رسمية وتسمح بالبحث الدقيق عن الكلمات الرئيسية والتواريخ وخصائص البيانات الأخرى. استخدم المقال على الإنترنت "الاختلافات في العبودية: تحليل دقيق لمجتمعين أمريكيين" XML لتقديم الأدلة وربطها بمناقشات تاريخية مفصلة. استخدم مشروع وادي الظل أيضًا XML لتحويل جميع رسائل الأرشيف ومذكراته وصحفه لإمكانيات البحث عن النص الكامل. . يمكن استخدام لغات الترميز مثل بايثون من أجل فرز البيانات وتصفيتها رقميًا، بينما يمكن استخدام جداول Google Fusion Tables لرسم الخرائط الجغرافية للبيانات.
قد يستخدم المؤرخون الرقميون أنظمة إدارة المحتوى (CSM) لتخزين مجموعتهم الرقمية التي تتضمن الصوت، والمرئي، والصور، والنص لشاشة الويب عبر الإنترنت. ومن الأمثلة على هذه الأنظمة: Drupal و WordPress و Omeka.
كما استخدمت منظمة The Differences Slavery Made نظم المعلومات الجغرافية (GIS) لتحليل وفهم الترتيب المكاني للهياكل الاجتماعية. أنشأ آيرز وتوماس العديد من الخرائط الجديدة للمقال من خلال تقنية GIS لإنتاج صور مفصلة لمقاطعتي أوغوستا وفرانكلين، فلم يكن ذلك ممكنًا من قبل. لا يزال نظام المعلومات الجغرافية وعناصره العديدة مفيدًا لدراسة التاريخ وتصور التغيير بمرور الوقت.
يطور مشروع قابلية التشغيل البيني الدلالي للبيانات الوصفية والمعلومات في البيئات غير المتشابهة (SIMILE) في معهد ماساتشوستس للتكنولوجيا أدوات قوية ومفتوحة المصدر تمكن من الوصول إلى الأصول الرقمية وإدارتها وتصورها. ومن بين الأدوات العديدة التي صنعتها SIMILE، تتيح أداة Timeline، التي تستخدم أداة AJAXy القائمة على DHTML، للمؤرخين الرقميين إنشاء جداول زمنية ديناميكية وقابلة للتخصيص لتصوير الأحداث القائمة على الوقت. تعلن صفحة الجدول الزمني على موقع SIMILE على الويب أن أداتهم "تشبه خرائط قوقل للمعلومات القائمة على الوقت". وأيضا تتميز أداة SIMILE's Exhibit بهيكل قابل للتخصيص لفرز البيانات وتقديمها. معرض، مكتوب في JavaScript، ينشئ صفحات ويب تفاعلية وغنية بالبيانات دون الحاجة إلى أي برمجة أو معرفة بإنشاء قاعدة بيانات.
يسمح برنامج التحليل النصي للمؤرخين باستخدام مصادر قديمة جديدة من خلال إيجاد أنماط في مجموعات كبيرة من المستندات أو حتى مجرد تحليل مصدر لتكرار المصطلحات. يسمح برنامج التحليل النصي للمؤرخين "بإرسال رسائل نصية" أو العثور بسهولة على الارتباطات والموضوعات في الوثائق. يوجد العديد من برامج التحليل النصي المتاحة عبر الإنترنت، من برامج متطورة تسمح للباحث بتصميم البرنامج للتعامل مع كميات كبيرة من البيانات، مثل MALLET، والبرامج المباشرة مثل TokenX، التي تولد قوائم تردد الكلمات وسحب الكلمات لتوضيح استخدام اللغة وأهميتها، للبرامج الأساسية مثل Wordle، والتي تقدم تصورات بسيطة لتردد الكلمات والعلاقات. تقدم بعض مواقع الويب تحليلاً نصيًا لمحتوياتها تلقائيًا. تستخدم أداة وضع العلامات المرجعية والبحث عبر الإنترنت 'del.icio.us' غيمة وسوم لتصوير تردد وأهمية العلامات التي ينشئها المستخدم، وتسمح أداة جوجل للتحليل الإحصائي للكلمات الذي تم إنشاؤه مؤخرًا للمشاهدين بالبحث عن القواسم المشتركة بين الموضوعات النصية كل عام.
ومع ذلك، مع تطور التاريخ الرقمي والتكنولوجيا المستخدمة لإنتاجه، أثيرت تساؤلات حول صحته. إحدى هذه القضايا هي تلك التي أثارها جان فرانسوا بودريارد. يقول إن "الثقافة الغربية أدخلت تعديلات كبيرة على الطريقة التي أنتجت بها الحقيقة من خلال تكثيفها وزيادتها إلى مجال للواقع في الفضاء الفائق: الواقع المفرط".

## مراكز التاريخ الرقمي
- مركز التاريخ والإعلام الجديد بجامعة جورج ميسون
- معهد ماريلاند للتكنولوجيا في العلوم الإنسانية بجامعة ماريلاند
- مركز فرجينيا للتاريخ الرقمي بجامعة فرجينيا
- معهد التكنولوجيا المتقدمة في العلوم الإنسانية بجامعة فرجينيا
- معهد الحوسبة في العلوم الإنسانية والفنون والعلوم الاجتماعية في جامعة إلينوي
- مركز التاريخ العام والعلوم الإنسانية الرقمية بجامعة ولاية كليفلاند
- قسم العلوم الإنسانية الرقمية في كينجز كوليدج لندن
- HUMlab في جامعة أوميو، السويد